# 新蒲崗公共交通總站
四美街巴士站，又稱新蒲崗四美街臨時巴士總站（英語：Sze Mei Street Temporary Bus Terminus, San Po Kong），位於黃大仙區新蒲崗彩虹道近四美街盡頭，靠近采頤花園，為大老山隧道及觀塘繞道工程而建。現在是部份途經黃大仙區巴士路線的「新蒲崗四美街」（Sze Mei Street, San Po Kong）中途站，以及兩條西貢區小巴路線的總站。此站同時設有市區的士站。

## 歷史
大老山隧道及觀塘繞道是接駁沙田與東區海底隧道的主要工程之一，用以紓緩獅子山隧道及香港海底隧道的壓力。彩虹總站配合大老山隧道和觀塘繞道興建而停用，以便進行建造工程。政府在鄰近的四美街闢建「彩虹臨時巴士總站」（Choi Hung Temporary Bus Terminus），於1989年1月11日啟用，原本以彩虹為總站的巴士路線在翌日遷進臨時總站。
雖然大老山隧道和觀塘繞道於1991年通車，惟彩虹總站仍然在闢建，於1992年4月26日才遷回彩虹總站。
此站並沒有像其他臨時巴士總站被棄用，反而成為區內主要中轉站之一，易名「彩虹公共交通總站」（Choi Hung Public Transport Terminus），東面的4條車坑更闢作專綫小巴總站，新界區專線小巴1A線和1S線以此為總站。
現時此站沒有統一官方名稱，九巴將之命名為「新蒲崗四美街」（Sze Mei Street, San Po Kong），與路邊巴士站同名。政府的文件則展示為「新蒲崗公共交通總站」（San Po Kong Public Transport Terminus）一名。
而此巴士站因應此土地興建政府聯合大樓及隧道，在2024年1月6日被鑽石山綜合發展區的鑽石山（彩虹道）公共運輸交匯處取代，而巴士站會永久停用，但唯一缺點是必須使用地下隧道或斑馬線經過彩虹道前往新蒲崗。

## 以此為總站的路線（專線小巴）

### 新界區專線小巴1A線
- 西貢 ↔ 新蒲崗（采頤花園）

### 新界區專線小巴1S線
- 西貢 ↔ 新蒲崗（采頤花園）

## 途經路線（專線小巴）

### 九龍區專線小巴88線
- 啟德（啟晴邨） ↺ 黃大仙

### 新界區專線小巴805S線
- 錦英苑 ↔ 旺角

## 途經路線（巴士）

### 九龍巴士29M線
- 順利 ↺ 新蒲崗

### 九龍巴士69C線
- 天水圍（天恩邨） ↔ 觀塘碼頭

### 九龍巴士74A線
- 太和 ↔ 啟業

### 九龍巴士74B線
- 九龍灣 → 大埔中心

### 九龍巴士74X線
- 大埔中心 ↔ 觀塘碼頭

### 九龍巴士82X線
- 濱景花園 ↺ 黃大仙

### 九龍巴士85M線
- 錦英苑 ↺ 黃大仙

### 九龍巴士89B線
- 沙田圍 ↔ 牛頭角

### 九龍巴士268C線
- 朗屏站 ↔ 觀塘碼頭

### 九龍巴士269C線
- 天水圍市中心 ↔ 觀塘碼頭

### 九龍巴士277P線
- 上水（天平） ↔ 藍田站

### 城巴797線
- 日出康城 ↺ 新蒲崗
- 日出康城 → 新蒲崗 → 將軍澳工業邨
- 日出康城 → 新蒲崗

## 過往路線
- 九龍巴士5號線
- 九龍巴士70X線
- 九龍巴士82P線
- 九龍巴士89C線
- 九龍巴士89D線
- 九龍巴士90線
- 九龍巴士91線
- 九龍巴士92線
- 九龍巴士93R線
- 九龍巴士96R線
- 過海隧道巴士113線
- 城巴E23線

## 車坑分佈
| 車坑分佈（以入口最左邊起計） | 車坑分佈（以入口最左邊起計） | 車坑分佈（以入口最左邊起計）                    |
| 車坑編號                     | 車坑數目                     | 路線                                            |
| ---------------------------- | ---------------------------- | ----------------------------------------------- |
| 1                            | 雙坑                         | 九龍巴士69C、89B、268C、269C線 城巴797線 的士站 |
| 2                            | 單坑                         | 九龍巴士74A、74B、74X線                         |
| 3                            | 單坑                         | 九龍巴士85M線                                   |
| 4                            | 單坑                         | 九龍巴士82X線                                   |
| 5                            | 單坑                         | 九龍巴士29M線                                   |
| 6                            | 單坑                         | 九龍巴士277P線                                  |
| 7-9                          | 單坑                         | 專綫小巴1A、1S線                                |
| 10                           | 雙坑                         | 專綫小巴1A、1S線                                |